# Distrikt Elías Soplín Vargas
Der Distrikt Elías Soplín Vargas liegt in der Provinz Rioja der Region San Martín im zentralen Norden von Peru. Der Distrikt wurde am 16. Dezember 1984 gegründet. Er trägt den Namen von Elías Soplín Vargas, einem peruanischen Kriegsheld, der im kolumbianisch-peruanischen Krieg 1933 bei Güepí fiel.
Der Distrikt hat eine Fläche von 169 km². Beim Zensus 2017 lebten 18.014 Einwohner im Distrikt. Im Jahr 1993 lag die Einwohnerzahl bei 5198, im Jahr 2007 bei 9767. Die Distriktverwaltung befindet sich in der 825 m hoch gelegenen Stadt Segunda Jerusalén mit 14.884 Einwohnern (Stand 2017). Segunda Jerusalén liegt 35 km westnordwestlich der Regionshauptstadt Moyobamba. Die Nationalstraße 5N von Moyobamba nach Bagua führt durch den Distrikt.

## Geographische Lage
Der Distrikt Elías Soplín Vargas befindet sich im Südwesten der Provinz Rioja. Der Distrikt liegt in einer Beckenlandschaft zwischen der peruanischen Zentralkordillere im Westen und der peruanischen Ostkordillere im Osten. Der Fluss Río Negro, ein Nebenfluss des Río Mayo, fließt entlang der östlichen Distriktgrenze nach Norden. 
Der Distrikt Elías Soplín Vargas grenzt im Westen und Nordwesten an den Distrikt Nueva Cajamarca, im Nordosten an den Distrikt Yuracyacu, im Osten an den Distrikt Rioja sowie im Südwesten an den Distrikt Vista Alegre (Provinz Rodríguez de Mendoza).